# Peripsychoda obscura
Peripsychoda obscura är en tvåvingeart som först beskrevs av Satchell 1953.  Peripsychoda obscura ingår i släktet Peripsychoda och familjen fjärilsmyggor. Inga underarter finns listade i Catalogue of Life.